# Maurice Utrillo (rose)
Ne doit pas être confondu avec Maurice Utrillo.
'Maurice Utrillo' est un cultivar de rosier hybride de thé obtenu par Delbard en 2003. Il fait partie de la série des « roses de peintres », et doit son nom au peintre Maurice Utrillo (1883-1955).

## Description
'Maurice Utrillo' se présente comme un buisson au port érigé et compact de 60 cm à 120 cm de hauteur et 60 cm d'envergure, au feuillage vert foncé. Ses fleurs semi-doubles sont panachées de rouge carmin et de rose, striées de blanc et même de jaune au cœur et sont toutes différentes, certaines tirant plus sur le rouge et d'autres sur le jaune. Elles mesurent 8 à 9 cm avec 19-25 pétales et exhalent un léger parfum de framboise. 
La floraison remontante a lieu de mai à la fin de l'automne.
La zone de rusticité de 'Maurice Utrillo' est 6b, elle résiste donc aux hivers froids. Cette fleur est idéale pour le jardin grâce à son extraordinaire coloris et elle est fort prisée des fleuristes également pour la fleur coupée.

## Distinctions
- Rose Hills Gold Medal 2005